# Kuryłówka (gmina)
Kuryłówka [kurɨˈwufka] (en ukrainien: Курилівка, Kurylivka) est une commune rurale de la Voïvodie des Basses-Carpates et du powiat de Leżajsk. Elle s'étend sur 141,3 km² et comptait 5 679 habitants en 2010.
Elle se situe à environ 5 kilomètres au nord-est de Leżajsk et à 44 kilomètres au nord-est de Rzeszów, la capitale régionale.

## Géographie

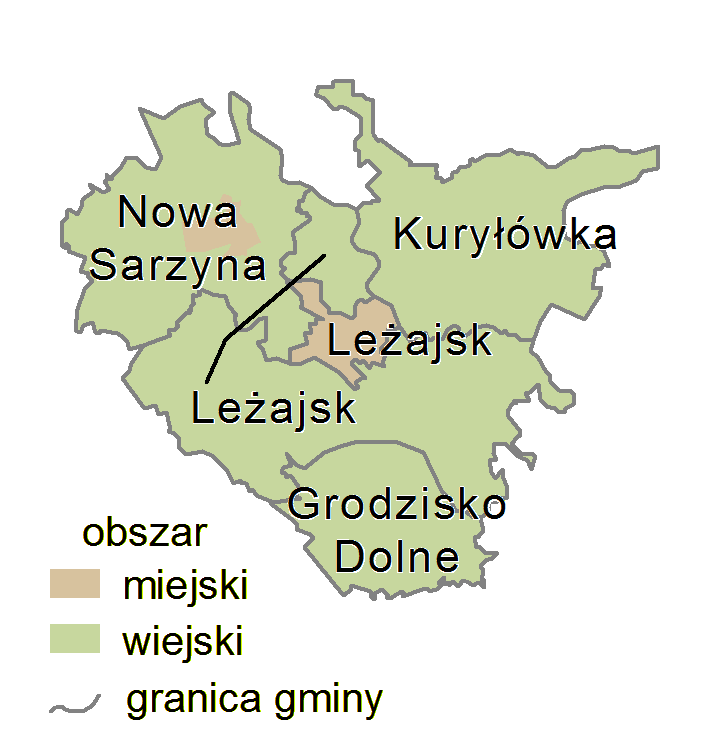
Carte du powiat (partie urbaine en marron et rurale en vert)